# Manoj Kumar
Harikishan Giri Goswami (Abbottabad, 24 de julio de 1937-Bombay, 4 de abril de 2025), más conocido como Manoj Kumar, fue un actor y cineasta indio activo en la industria cinematográfica de Bollywood. Obtuvo reconocimiento en su país por su actuación en películas como Hariyali Aur Raasta, Woh Kaun Thi?, Himalay Ki God Mein, Do Badan, Upkar, Patthar Ke Sanam, Neel Kamal, Purab Aur Paschim, Beimaan, Roti Kapda Aur Makaan, Dus Numbri, Sanyasi y Kranti. Durante su carrera actuó y dirigió en películas con temas patrióticos, recibiendo además el apodo de Bharat Kumar.
En 1992, el Gobierno de la India le concedió el destacado Premio Padma Shri. El galardón más importante de la industria cinematográfica india, el Premio Dadasaheb Phalke, le fue otorgado en 2015.

## Carrera

### Inicios
Luego de realizar su debut cinematográfico en 1957, en la década de 1960 logró éxito a nivel local apareciendo en películas románticas como Honeymoon, Apna Banake Dekho, Naqli Nawab, Paththar Ke Sanam, Sajan y Sawan Ki Ghata; en filmes de corte social como Shaadi, Grihasti, Apne Huwe Paraye y Aadmi, y cintas de suspenso como Gumnaam, Anita y Woh Kaun Thi.
En 1965 protagonizó el filme Shaheed, basado en la vida del revolucionario socialista Bhagat Singh. Al finalizar la guerra entre la India y Pakistán de 1965, el primer ministro Lal Bahadur Shastri le pidió que creara una película basada en el popular eslogan Jai Jawan Jai Kissan (saluda al soldado, saluda al granjero). El resultado fue el debut como director de Kumar en Upkaar (1967), una aclamada producción en la que interpretó a un soldado y a un granjero. La película también se destacó por la famosa canción "Mere Desh Ki Dharti", escrita por Gulshan Bawra, compuesta por Kalyanji-Anandji e interpretada por Mahendra Kapoor. Upkaar fue un éxito de taquilla y le valió su primer Premio Filmfare en la categoría de mejor director.
Volvió a los temas patrióticos en Purab Aur Paschim (1970), en el que se yuxtaponen la vida de Oriente y Occidente. La película Pehchaan, dirigida por Sohanlal Kanwar, presentaba a Kumar y Babita como protagonistas y se convirtió en un éxito de taquilla. En 1972 protagonizó Be-Imaan (por la que ganó un Premio Filmfare en la categoría de mejor actor) y más tarde dirigió y protagonizó Shor (1972).

### Popularidad
A mediados de la década de 1970, Kumar protagonizó tres películas de éxito: Roti Kapda Aur Makaan (1974), con un reparto de estrellas que incluía a Zeenat Aman, Shashi Kapoor y Amitabh Bachchan; Sanyasi (1975), una comedia de temática religiosa con Kumar y Hema Malini en los papeles principales y Dus Numbri (1976), protgonizada por Kumar, Pran y Prem Nath.
En 1981 alcanzó la cima de su carrera cuando tuvo la oportunidad de dirigir a su ídolo, Dilip Kumar, así como de protagonizar Kranti, una historia sobre la lucha por la independencia de la India en el siglo XIX. Kranti fue la última película hindú de éxito notable en su carrera.

### Últimos años
Luego de su participación en Kranti, la carrera de Kumar comenzó a decaer, con películas como Kalyug Aur Ramayan de 1987 y Clerk de 1989 convirtiéndose en fracasos comerciales. Dejó la actuación después de figurar en la película de 1995 Maidan-E-Jung. Dirigió a su hijo, Kunal Goswami, en la película Jai Hind de 1999, pero ante un nuevo fracaso de taquilla, decidió abandonar por completo la industria cinematográfica para dedicarse a la política y unirse al Partido Popular Indio.

## Filmografía destacada
| Año  | Título                | Papel                       |
| ---- | --------------------- | --------------------------- |
| 1957 | Fashion               |                             |
| 1958 | Sahara                | Shyam                       |
| 1958 | Panchayat             | Gopal                       |
| 1959 | Chand                 | Gokul                       |
| 1960 | Honeymoon             |                             |
| 1961 | Kaanch Ki Gudiya      | Raju                        |
| 1961 | Piya Milan Ki Aas     | Maji                        |
| 1961 | Suhag Sindoor         | Ratan                       |
| 1961 | Reshmi Rumal          | Shyam                       |
| 1962 | Hariyali Aur Rasta    | Shankar                     |
| 1962 | Dr. Vidya             | Ratan Chowdhury             |
| 1962 | Shaadi                | Raja                        |
| 1962 | Banarsi Thug          | Shyam                       |
| 1962 | Maa Beta              | Keshav                      |
| 1962 | Naqli Nawab           | Yusuf                       |
| 1963 | Apna Bana Ke Dekho    |                             |
| 1963 | Ghar Basake Dekho     | Kumar                       |
| 1963 | Grahasti              | Mohan                       |
| 1964 | Apne Huye Paraye      | Dr. Shankar                 |
| 1964 | Woh Kaun Thi?         | Dr. Anand                   |
| 1964 | Phoolon Ki Sej        | Nirmal Verma                |
| 1965 | Shaheed               | Shaheed-e-Azam Bhagat Singh |
| 1965 | Bedaag                | Rajesh                      |
| 1965 | Himalay Ki God Mein   | Dr. Sunil Mehra             |
| 1965 | Gumnaam               | Inspector Anand             |
| 1965 | Poonam Ki Raat        | Prakash Gupta               |
| 1966 | Picnic                | Vinod                       |
| 1966 | Do Badan              | Vikas                       |
| 1966 | Sawan Ki Ghata        | Gopal                       |
| 1967 | Patthar Ke Sanam      | Rajesh                      |
| 1967 | Anita                 | Neeraj                      |
| 1967 | Upkar                 | Bharat                      |
| 1968 | Neel Kamal            | Ram                         |
| 1968 | Aadmi                 | Dr. Shekhar                 |
| 1969 | Sajan                 | Ashok Saxena                |
| 1970 | Purab Aur Paschim     | Bharat                      |
| 1970 | Yaadgaar              | Bhanu                       |
| 1970 | Pehchan               | Gangaram                    |
| 1970 | Mera Naam Joker       | David                       |
| 1971 | Balidaan              | Raja                        |
| 1972 | Shor                  | Shankar                     |
| 1972 | Be-Imaan              | Mohan                       |
| 1974 | Roti Kapda Aur Makaan | Bharat                      |
| 1975 | Sanyasi               | Ram Rai                     |
| 1976 | Dus Numbri            | Arjun                       |
| 1977 | Shirdi Ke Sai Baba    | Doctor                      |
| 1977 | Amaanat               | Deepak                      |
| 1979 | Jat Punjabi           | Jat Punjabi                 |
| 1981 | Kranti                | Bharat / Kranti             |
| 1987 | Kalyug Aur Ramayan    | Pawan Putra Shri Hanuman    |
| 1989 | Santosh               | Santosh Singh               |
| 1989 | Clerk                 | Bharat                      |
| 1991 | Deshwasi              | Sangram Singh               |
| 1995 | Maidan-E-Jung         | Dinanath                    |
| 1999 | Jai Hind              |                             |